# Sinfonia n. 5 (Bruckner)
La sinfonia n. 5 in si bemolle maggiore, WAB 105, fu composta da Anton Bruckner tra il 1875 e il 1876, con ulteriori modifiche minori nei due anni successivi. L'opera fu concepita in un periodo particolarmente difficile della vita del compositore: un processo, da cui fu assolto, e una riduzione del salario. Dedicata a Karl von Stremayr, ministro dell'istruzione austriaco, la sinfonia è stata soprannominata nel corso degli anni la "tragica", la "chiesa della fede" o la "pizzicato"; Bruckner stesso la definì "fantastica", ma non attribuì alcun soprannome in modo formale.

## Prima esecuzione
La prima esecuzione pubblica della quinta sinfonia, arrangiata per due pianoforti, si tenne il 20 aprile 1887 nella Bösendorfer-Saal di Vienna, con Joseph Schalk e Franz Zottmann agli strumenti.
La prima esecuzione orchestrale si tenne a Graz l'8 aprile 1894, diretta da Franz Schalk. La versione eseguita non era però fedele all'originale di Bruckner: Schalk aveva modificato l'orchestrazione, avvicinandola allo stile di Wagner, e omesso gran parte del finale. Bruckner non poté essere presente per problemi di salute e morì due anni dopo senza aver mai ascoltato la sua opera eseguita da un'orchestra.

## Organico
La sinfonia è composta per la seguente orchestra:
Legni
- 2 flauti
- 2 oboi
- 2 clarinetti in si♭
- 2 fagotti

Ottoni
- 4 corni in fa
- 3 trombe in fa
- 3 tromboni contralto, tenore e basso
- 1 tuba contrabbassa

Percussioni:
- timpani

Archi
- violini primi e secondi
- viole
- violoncelli
- contrabbassi

## Struttura
La sinfonia è divisa nei classici quattro movimenti:
I. Introduction: Adagio – Allegro (si♭ maggiore)
II. Adagio: Sehr langsam (re minore)
III. Scherzo: Molto vivace (re minore)
IV. Finale: Adagio – Allegro moderato (si♭ maggiore)

### Primo movimento
Per la prima e unica volta nelle sue sinfonie, Bruckner apre il primo movimento con un'introduzione lenta, costituita da una base di pizzicato di violoncelli e contrabbassi a cui si unisce un maestoso corale di archi:
Audio playback is not supported in your browser. You can download the audio file.
Dopo una pausa, un improvviso motivo ascendente suonato dall'intera orchestra in fortissimo lascia spazio ad un solenne corale di ottoni. Questa sequenza viene ripetuta una seconda volta, esplorando diverse tonalità. Dopo un colossale climax in la maggiore, l'orchestrazione si riduce al solo tremolo dei violini, inizialmente in la, poi in re. ha così inizio la sezione principale del movimento, in forma sonata. Inaspettatamente, il tema principale si presenta in si♭ minore:
Audio playback is not supported in your browser. You can download the audio file.
Come in molti altri movimenti sinfonici di Bruckner, l'esposizione comprende tre aree tematiche invece delle classiche due. Il secondo gruppo tematico, in fa minore, è esposto dai violini, accompagnati dal resto degli archi in pizzicato:
Audio playback is not supported in your browser. You can download the audio file.
Il terzo tema comincia con una melodia ascendente dei legni, in re♭ maggiore:
Audio playback is not supported in your browser. You can download the audio file.
Nello sviluppo, Bruckner rielabora il tema principale alternandolo con i diversi motivi dell'introduzione, attraverso un sapiente lavoro di contrappunto. 
Un grande crescendo introduce la ripresa, abbreviata rispetto all'esposizione. La coda del movimento comincia con un basso ostinato a cui si unisce una versione abbreviata del tema principale, e termina con un'apoteosi del tema principale in fortissimo.

### Secondo movimento
L'adagio è strutturato secondo una forma lied estesa (A-B-A'-B'-A'') e si basa perciò sull’alternarsi di due aree tematiche. La prima, in re minore, comincia con una tranquilla melodia dell'oboe, accompagnata da terzine di archi in pizzicato:
Audio playback is not supported in your browser. You can download the audio file.
La seconda area tematica è introdotta da un intenso corale degli archi in do maggiore:
Audio playback is not supported in your browser. You can download the audio file.

### Terzo movimento
Lo scherzo di questa sinfonia differisce da tutti gli altri composti da Bruckner. Invece dell'usuale forma ternaria, qui l'autore adopera una forma sonata con due temi. Il primo tema, in re minore, può essere considerato una rielaborazione del primo tema dell'adagio:
Audio playback is not supported in your browser. You can download the audio file.
Il tempo rallenta prima dell'ingresso del secondo tema, un vivace ländler in fa maggiore:
Audio playback is not supported in your browser. You can download the audio file.
Successivamente, lo scherzo prosegue con lo sviluppo e la ripresa. Il trio, in si♭ maggiore, è introdotto dai legni, accompagnati da un corno:
Audio playback is not supported in your browser. You can download the audio file.
Segue, come di consueto, la ripetizione dello scherzo da capo.

### Quarto movimento
Il lungo finale si apre con la stessa  introduzione lenta del primo movimento,  interrotta però un breve motivo del primo clarinetto. Seguono, in modo simile a quanto succede nella Nona di Beethoven, i temi principali del primo e del secondo movimento, entrambi stroncati sul nascere dal clarinetto. 
A questo punto comincia l'esposizione del movimento: gli archi riprendono il motivo del clarinetto e lo adoperano come soggetto di una fuga:
Audio playback is not supported in your browser. You can download the audio file.
Il secondo gruppo tematico si basa sul secondo tema dello scherzo:
Audio playback is not supported in your browser. You can download the audio file.
Il terzo tema, esposto in fortissimo dagli ottoni è una versione aumentata dell'incipit del primo tema:
Audio playback is not supported in your browser. You can download the audio file.
Alla fine dell'esposizione gli ottoni intonano un maestoso corale, per certi versi simile all'Amen di Dresda, che parte in sol♭ maggiore e modula al si♭ maggiore:
Audio playback is not supported in your browser. You can download the audio file.
Nello sviluppo, Bruckner costruisce una seconda fuga, utilizzando come soggetto il tema del corale:
Audio playback is not supported in your browser. You can download the audio file.
Poco dopo, alla fuga si aggiunge, come secondo soggetto, il primo tema del finale. 
Un grande climax conduce all'inizio della ripresa, che però non pone fine alla doppia fuga dello sviluppo. Entrambi i soggetti sono presentati contemporaneamente, in fortississimo. La ripresa del secondo gruppo tematico avviene in modo convenzionale, mentre quella del terzo è arricchita dalla ricomparsa del primo tema del primo movimento.
Nella coda, il tema principale del finale, stavolta associato a quello del primo movimento, dà il via ad un nuovo climax. Quest'ultimo sfocia nel ritorno del terzo tema (versione aumentata del primo), e poi del corale di ottoni. La sinfonia termina con una grandiosa apoteosi basata sul tema del primo movimento.

## Nella cultura di massa
Alcuni critici musicali hanno notato una certa somiglianza tra il tema principale del primo movimento della sinfonia (nella versione abbreviata esposta nella coda) e il riff di chitarra della canzone Seven Nation Army, singolo del 2003 del duo statunitense The White Stripes.

## Discografia selettiva
- Karl Böhm, Staatskapelle Dresden, 1937 – Electrola DB 4486-4494
- Eugen Jochum, Philharmonisches Staatsorchester Hamburg, 1938 – Telefunken E 2672/80
- Wilhelm Furtwängler, Berliner Philharmoniker, live 1942 – Deutsche Grammophon 427 774-2
- Herbert von Karajan, Wiener Symphoniker, live 1954 – Orfeo C 231 901 A
- Hans Knappertsbusch, Wiener Philharmoniker, 1956 – Decca SMB 25039
- Eugen Jochum, Symphonieorchester des Bayerischen Rundfunks, 1958 – Deutsche Grammophon SLPM 138 004
- Eduard van Beinum, Concertgebouworkest, 1959 – Philips 456 249-2
- Hans Knappertsbusch, Münchner Philharmoniker, live 1959 – Frequenz 051-038
- Eugen Jochum, Concertgebouworkest, live at Ottobeuren 1964 – Philips 6700 028
- Otto Klemperer, New Philharmonia Orchestra, 1967 – Columbia SAX 5288/9
- Herbert von Karajan, Wiener Philharmoniker, live 1969 – Andante AND 2060
- Bernard Haitink, Concertgebouworkest, 1971 – Philips 6725 021
- Günter Wand, Kölner Rundfunk-Sinfonie-Orchester, live 1974 – DHM 1C 153 19 9670-3
- Herbert von Karajan, Berliner Philharmoniker, 1976 – Deutsche Grammophon 2707 101
- Daniel Barenboim, Chicago Symphony Orchestra, 1977 – Deutsche Grammophon 2707 113
- Eugen Jochum, Staatskapelle Dresden, 1980 – EMI CZS 7 62935-2
- Georg Solti, Chicago Symphony Orchestra, 1980 – Decca D221D-2
- Sergiu Celibidache, Radio-Sinfonieorchester Stuttgart, live 1981 – Deutsche Grammophon 459 666-2
- Eugen Jochum, Concertgebouworkest, live 1986 – Tahra 247
- Bernard Haitink, Wiener Philharmoniker, 1988 – Philips 422 342-2
- Günter Wand, NDR Sinfonieorchester, live 1989 – RCA RD 60361
- Kurt Eichhorn, Symphonieorchester des Bayerischen Rundfunks, live 1990 – Capriccio 10 609
- Daniel Barenboim, Berliner Philharmoniker, 1991 – Teldec 9031 73271-2
- Riccardo Chailly, Koninklijk Concertgebouworkest, 1991 – Decca 433 819-2
- Wolfgang Sawallisch, Bayerisches Staatsorchester, 1991 - Orfeo C241911A
- Günter Wand, Deutsches Symphonie-Orchester Berlin, live 1991 – Profil Hänssler PH 09042
- Claudio Abbado, Wiener Philharmoniker, live 1993 – Deutsche Grammophon 445 879-2
- Sergiu Celibidache, Münchner Philharmoniker, live 1993 – EMI 7243 5 56691 2-4
- Takashi Asahina – Osaka Philharmonic Orchestra, live 1998 – Tokyo FM – TFMC-0005
- Takeo Noguchi, Furtwängler Institute Philharmonic Tokyo, live 1996 – Wing WCD 115
- Günter Wand, Berliner Philharmoniker, live 1996 – RCA 09026-68503-2
- Stanisław Skrowaczewski, Rundfunk-Sinfonieorchester Saarbrücken, 1996 – Oehms OC 214
- Georg Tintner, Royal Scottish National Orchestra, 1996 – Naxos 8.553452
- Leon Botstein, London Philharmonic Orchestra, 1998 – Telarc CD 80509
- Giuseppe Sinopoli, Staatskapelle Dresden, live 1999 – Deutsche Grammophon 469 527-2
- Christian Thielemann, Münchner Philharmoniker, live 2004 – Deutsche Grammophon 477 537-7
- Nikolaus Harnoncourt, Wiener Philharmoniker, live 2004 – RCA BVCC 34119
- Dennis Russell Davies, Bruckner-Orchester Linz, 2006 – Arte Nova 88697 74977-2
- Herbert Blomstedt, Gewandhausorchester Leipzig, live 2010 – Querstand VKJK 1230
- Bernard Haitink, Symphonieorchester des Bayerischen Rundfunks, live 2010 – BR Klassik SACD 900109
- Claudio Abbado, Orchestra del Festival di Lucerna, 2011 – Accentus Video ACC 20243
- Gerd Schaller, Philharmonie Festiva, 2013 – Profil Hänssler PH 14020
- Christian Thielemann, Staatskapelle Dresden, 2013 – C Major Video CME 717808
- Nikolaus Harnoncourt, Koninklijk Concertgebouworkest, 2013 – RCO Live Video 14103
- Stanisław Skrowaczewski, London Philharmonic Orchestra, live 2015 – LPO 0090
- Simone Young, Philharmonisches Staatsorchester Hamburg, live 2015 – Oehms OC 689